# Convolvulus kilimandschari
Convolvulus kilimandschari är en vindeväxtart som beskrevs av Adolf Engler. Convolvulus kilimandschari ingår i släktet vindor, och familjen vindeväxter. Inga underarter finns listade i Catalogue of Life.